# Clinton Mola
Clinton Mola (* 15. März 2001 in London) ist ein englischer Fußballspieler. Der Mittelfeldspieler steht beim FC Reading unter Vertrag und ist englischer Nachwuchsnationalspieler.

## Karriere

### Verein
Mola schloss sich 2014 dem FC Chelsea an und wurde in dessen Jugendakademie ausgebildet. Er erreichte mit der U18 des Vereins in der Liga sowie im FA Youth Cup 2017 und 2018 jeweils das Double. In der UEFA Youth League gelang ihm mit seinem Klub der Einzug ins Endspiel, das gegen den FC Porto verloren ging.
Ende Januar 2020 wechselte Mola nach Deutschland zum VfB Stuttgart und unterzeichnete bei den Schwaben einen bis Juni 2024 gültigen Vertrag. Daraufhin kam der Mittelfeldspieler für den VfB bei der 1:2-Niederlage gegen Bayer 04 Leverkusen im DFB-Pokal-Achtelfinale Anfang Februar 2020 zu seinem Pflichtspieldebüt. Am 8. Februar 2020 gab er daraufhin bei einem 3:0-Heimsieg über den FC Erzgebirge Aue sein Ligadebüt, als er in der 57. Spielminute für Gonzalo Castro auf den Rasen kam. Seine erste Saison in Stuttgart endete mit dem direkten Wiederaufstieg in die Bundesliga. Zur Saison 2022/23 wechselte er leihweise zum englischen Zweitligisten Blackburn Rovers. Im Sommer 2023 kehrte er zum VfB Stuttgart zurück. Ende August 2023 löste er seinen Vertrag im gegenseitigen Einvernehmen ein Jahr vor Ablauf auf.
Anfang September 2023 nahm der FC Reading Mola unter Vertrag.

### Nationalmannschaft
Mola debütierte 2016 für die U16-Nationalmannschaft Englands. Daraufhin war er auch für die U17- und U18-Nationalelf im Einsatz. Mit der englischen U19-Nationalmannschaft qualifizierte sich der Mittelfeldspieler in der ersten Qualifikationsrunde zur U19-Europameisterschaft 2020 für die Eliterunde.